# Área metropolitana de San Juan-Caguas-Guaynabo
El área metropolitana de San Juan-Caguas y oficialmente como Área Estadística Metropolitana de San Juan-Caguas por la Oficina de Administración y Presupuesto, es un Área Estadística Metropolitana (Metropolitan Statistical Area MSA) centrada en la ciudad de San Juan, en el Estado Libre Asociado de Puerto Rico. El área metropolitana tenía una población en el Censo de 2010 de 2.360.082 habitantes, convirtiéndola en la  capital en el área metropolitana más poblada de Puerto Rico. El área metropolitana de San Juan-Caguas comprende 41 municipios, siendo San Juan la ciudad más poblada del país.

## Municipios
Municipios que componen el «Área Metropolitana de San Juan-Caguas-Guaynabo»:
| - Aguas Buenas - Aibonito - Arecibo - Barceloneta - Barranquitas - Bayamón - Caguas - Camuy - Canóvanas - Carolina - Cataño | - Cayey - Ciales - Comerío - Corozal - Dorado - Florida - Guaynabo - Gurabo - Hatillo | - Juncos - Loíza - Manatí - Maunabo - Morovis - Naguabo - Naranjito - Orocovis - Quebradillas - Río Grande | - San Juan - San Lorenzo - Toa Alta - Toa Baja - Trujillo Alto - Vega Alta - Vega Baja - Yabucoa |

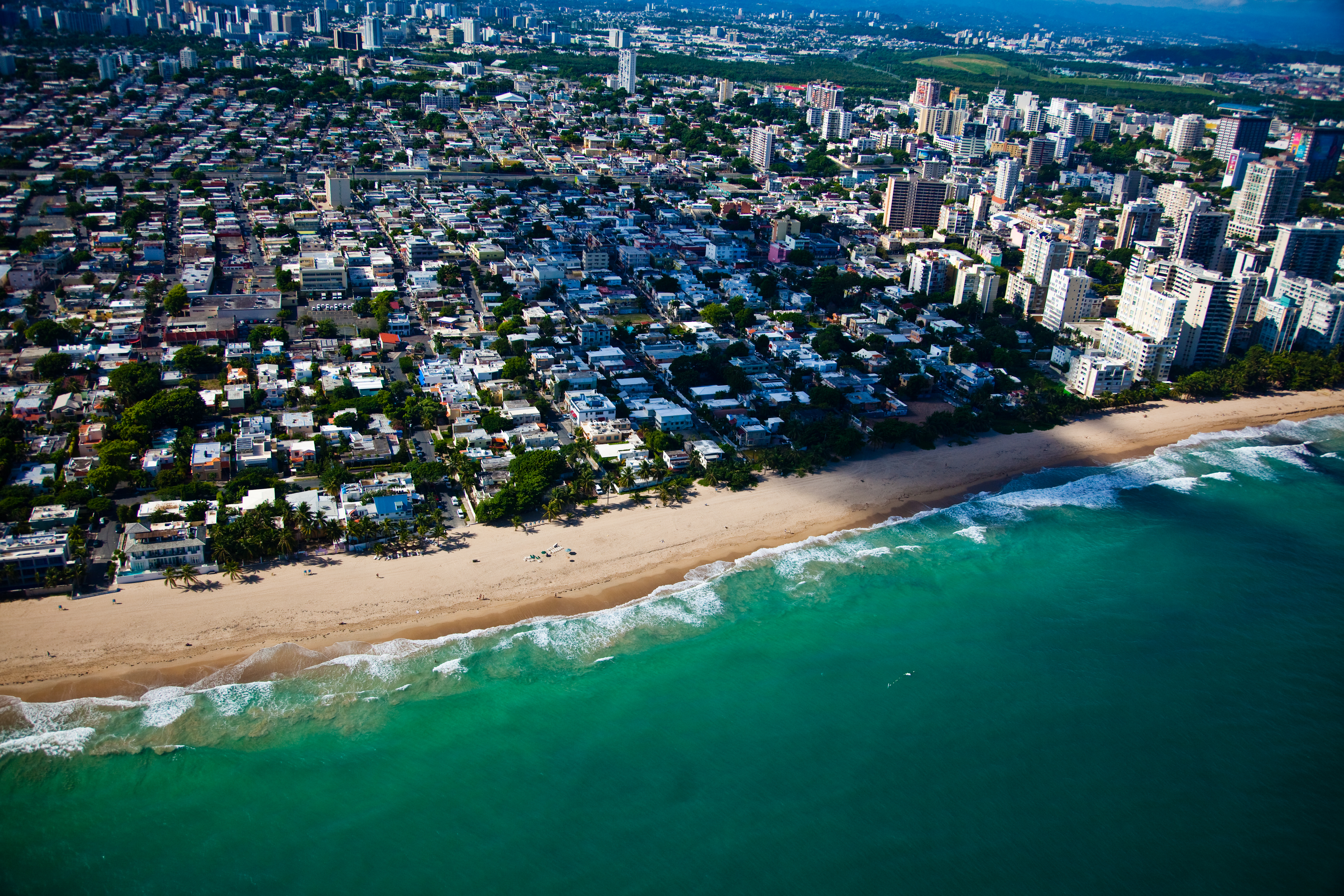
San Juan
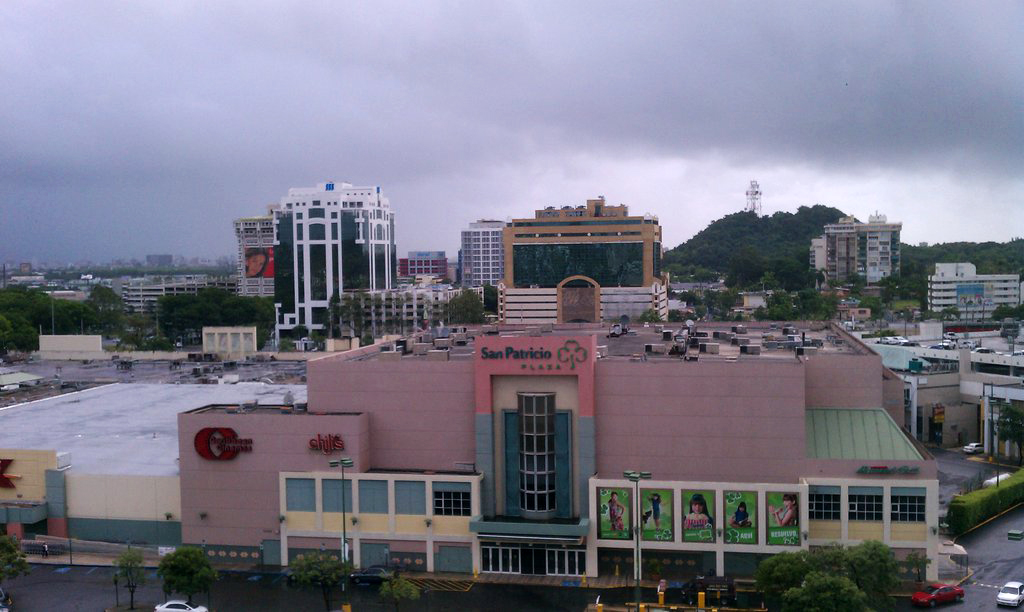
Guaynabo

## Demografía
Según el censo de 2010, había 2.478.905 personas residiendo en el área metropolitana. De los 2.452.747 habitantes del área metropolitana, 1.825.135 eran blancos, 344.956 eran afroamericanos, 14.294 eran amerindios, 5.355 eran asiáticos, 218 eran isleños del Pacífico, 201.844 eran de otras razas y 87.103 pertenecían a dos o más razas. Del total de la población 2.452.747 eran hispanos o latinos de cualquier raza.

## Área metropolitana de San Juan
El Área metropolitana de San Juan, abreviado AMSJ, también conocida como el Área Metro de San Juan, o San Juan Metro Area en el Estado Libre Asociado de Puerto Rico es el área que rodea la Ciudad de San Juan que incluye San Juan y su conurbación sobre los municipios de Bayamón, Carolina, Cataño, Guaynabo, Toa Baja y Trujillo Alto, sin constituir en su conjunto una unidad administrativa, sino que están unidos por sus características urbanas y económicamente, delimitando el área holgadamente y flexible con otros municipios por diversos planes de construcción, fomento de salud y educación entre otros.